# جاشور
جاشور (به لاتین: Jessore) یک منطقهٔ مسکونی در بنگلادش است که در ناحیه جسور واقع شده‌است. جاشور ۲۱٫۱۵ کیلومتر مربع مساحت و ۲٬۹۸٬۰۰۰ نفر جمعیت دارد.